# 247
| [ Edytuj tabelę ] |                                           |
| Władca Korei      | - 227 Tongch’ŏn 248                       |
| Papież            | - 236 Fabian 250                          |
| Król Persji       | - 241 Szapur I 272                        |
| Cesarz Rzymu      | - 244 Filip I Arab 249 - 247 Filip II 249 |

Rok 247 / CCXLVII
stulecia: II wiek ~
III wiek ~
IV wiek

lata: 237 «
242 «
243 «
244 «
245 «
246 «
247
» 248
» 249
» 250
» 251
» 252
» 257

## Wydarzenia
- Filip II, syn cesarza rzymskiego Filipa Araba, otrzymał od ojca tytuł augustus.
- Powstała chińska świątynia Jing’an, położona w dzisiejszym Szanghaju.